# Vaalogonopodidae
Vaalogonopodidae är en familj av mångfotingar. Vaalogonopodidae ingår i ordningen banddubbelfotingar, klassen dubbelfotingar, fylumet leddjur och riket djur. Enligt Catalogue of Life omfattar familjen Vaalogonopodidae 3 arter. 
Kladogram enligt Catalogue of Life:
| Vaalogonopodidae | \| \| Phygoxerotes \| \| \| \| \| \| Vaalogonopus \| \| \| \| |
|                  | \| \| Phygoxerotes \| \| \| \| \| \| Vaalogonopus \| \| \| \| |
|                  | Phygoxerotes                                                  |
|                  |                                                               |
|                  | Vaalogonopus                                                  |
|                  |                                                               |